# ماري ليدر
ماري ليدر (بالإنجليزية: Mary Leader)‏ هي كاتِبة وشاعرة أمريكية، ولدت في 1948.